# Hi-Toro
Hi-Toro är ett amerikanskt företag grundat 1982 av Jay Miner, Larry Kaplan och Bert Braddock. Bert Braddock var då chef för företaget Xymos där Jay Miner var anställd. Bradock hittade investerare som var villiga att satsa riskkapital i det nya företaget som började med att tillverka kringutrustning till Atari 2600.
Larry Kaplan som tidigare arbetat för Atari, för att sedan byta till Activision, hade efter en tid även hunnit tröttna på Hi-Toro och lämnade företaget. Det blev en chans för Jay Miner, som tidigare hade utvecklat kretsar åt Atari, att styra in verksamheten i en annan riktning.

## Amiga Inc.
Hi-Toro fick efter en tid problem med finanserna och sökte därför upp de ursprungliga investerarna. De visade sig vara villiga att fortsätta projektet och därefter ändrades företagets namn till Amiga Inc. Inriktningen ändrades till att i första hand utveckla hårdvara till nästa generation datorer och TV-spel. Projektet var avsett att genomföras utan att väcka konkurrenternas nyfikenhet och pågick därför under största möjliga hemlighet. För att undvika konkurrenternas nyfikenhet behölls den tidigare verksamheten avsiktligt som rökridå.
Företaget hade således en officiell utveckling och en för allmänheten dold verksamhet. Den officiella delen utvecklade bland annat en spelkontroll kallad "Joyboard", där man skulle stå på en platta för att styra till exempel ett skidspel.
Den andra delen av företaget utvecklade under kodnamnet Lorraine det som med tiden skulle bli grunden i kommande Amiga-datorer. Övriga i gruppen var bland andra Carl Sassenrath, som skrev grunden i AmigaOS kallad EXEC, Robert J. Mical, skaparen av Amigans användargränssnitt (Intuition) som tillsammans med Dale Luck bland annat skrev "Boing"-demot (Amigasymbolen, den rödvita bollen).

## Atari
Pengarna tog snart slut igen och företaget fick låna pengar av Atari med löfte om att rättigheterna till hårdvaran skulle tillfalla Atari om pengarna inte återbetalades i tid.
Jack Tramiel (grundare av företaget Commodore) letade efter möjligheter att starta ett nytt företag efter att ha kommit på kant med Irving Gould på Commodore. Jack Tramiel satsade sina tillgångar på att ta kontroll över Atari i hopp om att även Amiga Inc. skulle kommma i hans ägo.

## Commodore
Företaget Commodore, under ledning av Irving Gould, letade efter en potentiell ersättare till sin framgångsrika hemdator Commodore 64, och köpte därför Amiga Inc. och betalade även deras skuld till Atari vilket lämnade Jack Tramiel utan möjlighet att använda sig av den teknik som utvecklats av Amiga Inc.
Amiga Inc. uppgick efter det i Commodore under namnet Commodore-Amiga. De flesta av grundarna hoppade snabbt av företaget, men flera fortsatte att arbeta som konsulter åt Commodore i flera år.